# Hypenodes haploa
Hypenodes haploa är en fjärilsart som beskrevs av Fletcher 1961. Hypenodes haploa ingår i släktet Hypenodes och familjen nattflyn. Inga underarter finns listade i Catalogue of Life.